# Equality for Gays And Lesbians In The European institutions
Igualdad para Gays y Lesbianas en las Instituciones Europeas (EGALITE, Equality for Gays And Lesbians In The European institutions) es una asociación activa en las Instituciones Europeas desde 1993.
Su principal objetivo es promover la no discriminación sobre la base de la orientación sexual. Especialmente promueve un trato no discriminatorio para las parejas del mismo sexo.
El comité ejecutivo está en Bruselas, donde se desarrollan la mayoría de las actividades. En Luxemburgo también se desarrollan muchas de las actividades de EGALITE.